# Wolfgang von Hofkirchen
Wolfgang II. (Wolf) Freiherr von Hofkirchen, Herr zu Kollmünz und Dressidel (Drösiedl) (* 1. September 1555 in Kollmitz, bei Raabs an der Thaya; † 15. Juni 1611 in Prag) war ein österreichischer Adeliger, protestantischer Ständepolitiker und Statthalter von Niederösterreich.

## Leben
Wolfgang war der älteste Sohn von Wilhelm Freiherr von Hofkirchen (* 1527; † 1584) und Eva Pögl (Begl) († vor 1591), Freiin von Reiffenstein.
Er studierte ab etwa 1570 vier Jahre in Straßburg und drei Jahre in Italien (1574 und 1579 in Padua). Ab November 1577 begleitete er Joachim I. von Sinzendorf, Herrn von Goggitsch (1544–1594), auf seiner Gesandtschaftsreise nach Konstantinopel. Seine 30-monatige Kavaliersreise führte ihn anschließend durch Griechenland, Ägypten, den Sinai, Judäa, Frankreich, die Niederlande, England und viele Teile Deutschlands. Zu der Reisegruppe in den Orient gehörte auch Johann Septimus von Liechtenstein-Nikolsburg (1558–1595). In das Jahr 1579 fielen Aufenthalte in Bologna und Siena.
Von Rudolf II. wurde Wolfgang II. von Hofkirchen am 17. Mai 1593 zum niederösterreichischen Regierungsrat bestellt. Eine kurze Zeit (1600 bis 1601) war er provisorischer Statthalter von Niederösterreich, und nachdem er sich abfällig über Erzherzog Ferdinand II. äußerte, wurde er 1601 als Strafe aus dem Dienst entlassen.
Der überwiegend evangelische (protestantische) Herrenstand wählte ihn von 1603 bis 1608 zum Verordneten. 1603 leitete Freiherr Hofkirchen eine Delegation der evangelischen Stände Österreichs nach Dresden, Berlin, Wolfenbüttel, Stuttgart, Ansbach, Oettingen und Neuburg an der Donau in Deutschland, um die Kur- und Reichsfürsten zur Unterstützung zu bewegen. Der Kaiserhof legte dies als Landesverrat aus und ließ ihn 1604 bis 1605 verhaften. Dennoch trat Hofkirchen als Sprecher der Evangelischen im Herrenstand auf und unterzeichnete 1608 den Horner Bundbrief als Dritter. Nach der Einigung mit Erzherzog Matthias 1609 erhielt Wolfgang alle Freiheiten und Ehrenämter zurück.
Matthias Hoë von Hoënegg (1580–1645) widmete Wolfgang II. von Hofkirchen 1610 eine Sammlung von Dankpredigten zur Ausstellung des böhmischen Majestätsbriefes von 1609, der den Protestanten freie Religionsausübung zubilligte.
Wolfgang II. von Hofkirchen starb 1611 in Prag und wurde in der Pfarrkirche St. Jakobus von Aigen in der Familiengruft begraben.

## Familie
Wolfgang Freiherr von Hofkirchen heiratete 1582 Anna Dorothea Gräfin von Oettingen-Oettingen (1563–nach 1624), Tochter von Ludwig XVI. Graf von Oettingen (1508–1569) und Susanne Gräfin von Mansfeld († 1565). Von den vierzehn Kindern starben die meisten im Kindesalter, bei seinem Tod lebten 1611 noch fünf Söhne und zwei Töchter. Nur die Söhne Lorenz und Albrecht setzen das Geschlecht fort.
Die Söhne Hanns Ludwig († nach 1619) und Albrecht Freiherren von Hoffkirch studierten ab 1600 in Tübingen. Am 8. Juli 1604 wurden die beiden Brüder dann an der Universität Wittenberg immatrikuliert. Albrecht († 1633) war später kaiserlicher Obristleutnant. Wegen des Vorwurfs der Fahnenflucht in der Schlacht bei Lützen wurde er von Wallenstein im „Prager Blutgericht“ hingerichtet. Die Töchter Eva (* um 1583) und Susanna (* um 1585) starben 1603 innerhalb einer Woche. An ihrer Trauerschrift beteiligte sich Polykarp Leyser der Ältere.
Der Sohn Lorenz IV. (* um 1606; † Anfang 1656) war kursächsischer Generalmajor. Er erhielt 1632 von Gustav II. Adolf die Grafschaft Oettingen-Wallerstein und nahm auf schwedischer Seite 1632 an der Schlacht bei Lützen teil. Lorenz IV. war verheiratet mit Agatha von Oettingen-Oettingen (1610–1680). Er trat am 9. Dezember 1636 in kaiserliche Dienste und wurde Feldmarschallleutnant. 1639 wurde er gefangen genommen und 1642 mit Johann von Werth und Hans Christoph III. von Puchheim gegen Feldmarschall Gustaf Horn ausgewechselt. 1644 wurde Lorenz IV. von Hofkirchen aus der kaiserlichen Armee entlassen.

## Werke
- Wolfgang von Hofkirchen: Relation des Freyherrn von Hofkirch an die H. Verordneten unter der Enns, übergeben den 24. November 1603 [Auszug]. In: Franz Kurz: Geschichte des Kriegsvolkes, welches der Kaiser Rudolph II. im Jahre 1610 zu Passau anwerben ließ, Bd. I (Beyträge zur Geschichte des Landes Österreich ob der Enns 4). Cajetan Haslinger, Linz 1809, S. 274–345 (Google-Books)